# Витри, Жак де

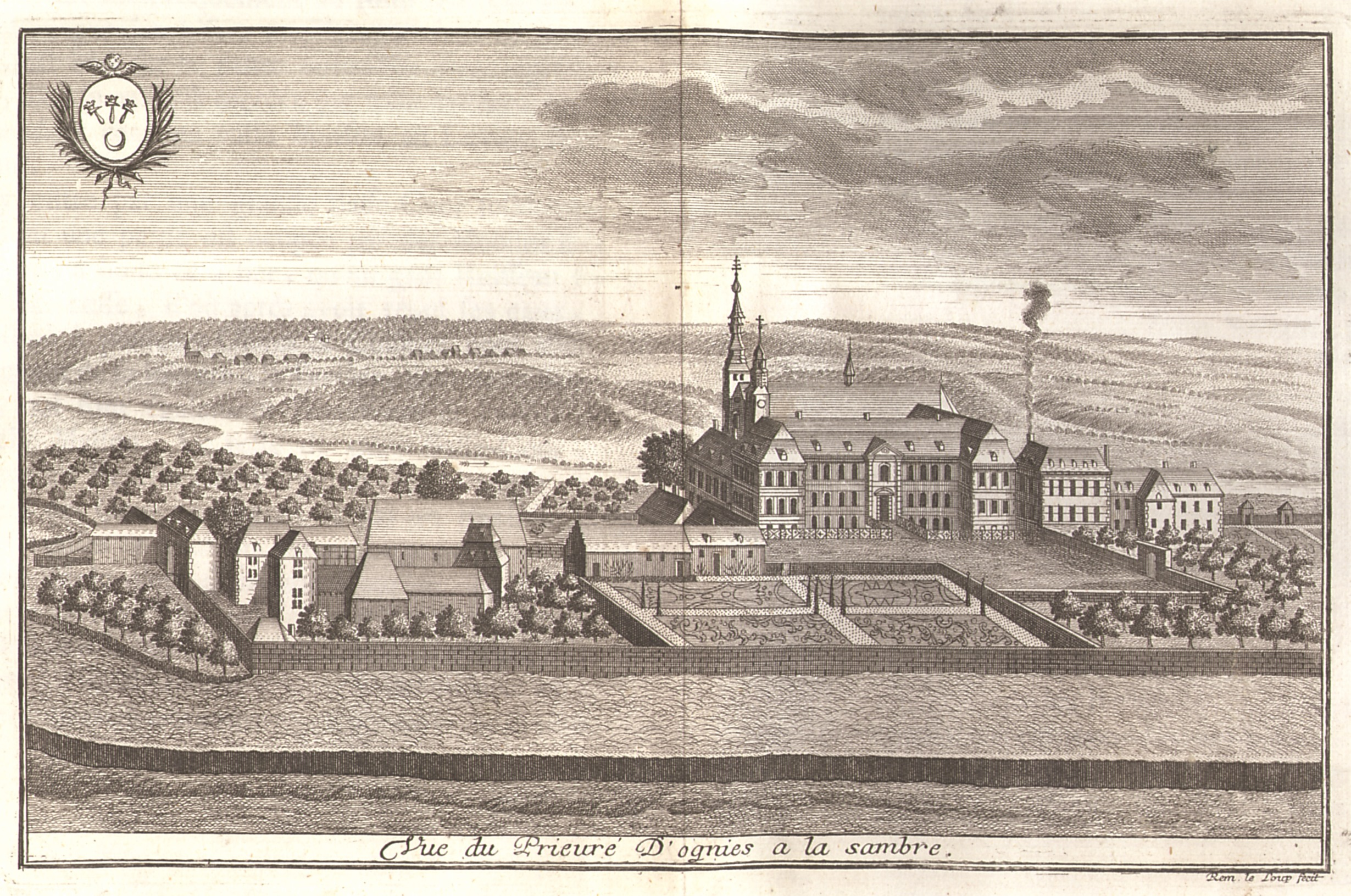
Августинский приорат Св. Николая в Уаньи. Гравюра Ремакля Ле Лупа (1740)

Жак (Яков) де Витри́ (фр. Jacques de Vitry, лат. Jacobus Vitriacensis, или Iacobus de Vitriaco; около 1160 или 1170, Витри-сюр-Сен или Витри-ан-Пертуа — 1 мая 1240, Рим) — французский хронист и церковный деятель, теолог и проповедник, монах-августинец, епископ Акры (1216—1228), кардинал Тускула (1228—1240), участник и вдохновитель Пятого крестового похода, покровитель движения бегинок. Автор «Восточной истории», являющейся ценным источником о крестовых походах, а также житий святых, ставших примером для позднейших агиографов.

## Биография

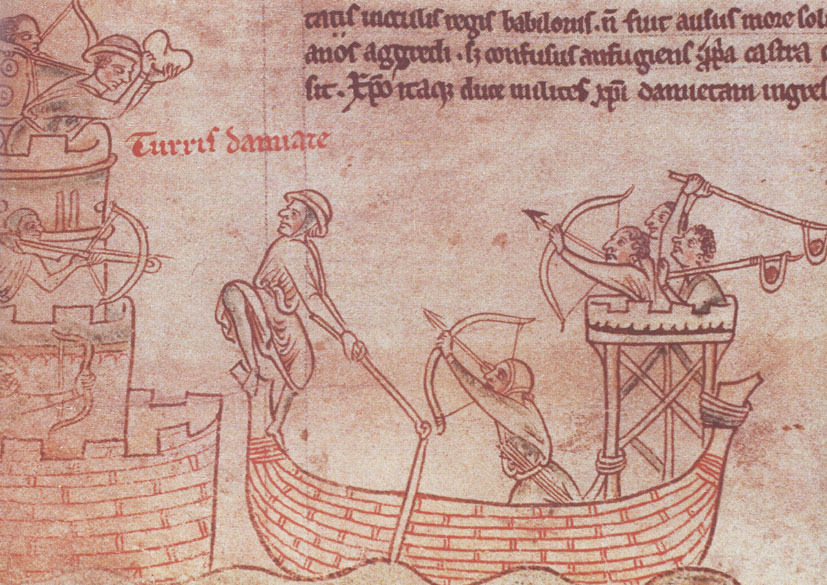
Осада Дамиетты. Миниатюра рукописи «Великой хроники» Матвея Парижского, XIII в.

Родился в Витри-сюр-Сен близ Парижа, или в Витри-ан-Пертуа неподалёку от Реймса, в семье зажиточных горожан. Учился в Парижском университете у известного теолога Петра Кантора (ум. 1197). С 1208 года служил священником в Брабанте, где сблизился с известной подвижницей и мистиком Мари из Уаньи (1177—1213), сделавшись её исповедником и занявшись по её рекомендации проповеднической деятельностью.
В 1210 году стал настоятелем церкви в Аржатёе, в 1211 году вступил в августинский орден в приорате Св. Николая в Уаньи недалеко от Камбре, после чего служил регулярным каноником в Льеже. В 1211—1216 годах ездил по Франции и Германии, проповедуя крестовый поход против альбигойцев, в котором с 1213 года участвовал лично. Благодаря его хлопотам, в 1216 году римским папой Иннокентием III были признаны бегинки, лидером которых была Мари из Уаньи. В 1216 году, с благословения папы Иннокентия, отправился с крестоносцами в Палестину, где находился до 1227 года. В первый же год, с одобрения нового папы Гонория III, стал епископом Акры, занимая эту должность до 1228 года. В 1218—1221 годах принял участие в осаде крестоносцами Дамиетты.
В 1228 году становится кардиналом Фраскати (античный Тускул) и легатом во Франции и Германии, а двенадцатью годами позже избирается патриархом Иерусалима. Папа Григорий IX этот выбор, однако, так и не одобрил, объяснив отказ необходимостью присутствия де Витри в Риме. С 1237 года вплоть до смерти был деканом Коллегии кардиналов и провёл последние годы в Риме.
После своей смерти, согласно завещанию, был похоронен в приорате в Уаньи, подле гробницы вышеназванной бегинки Мари, как указывает в своём «Зерцале историческом» Винсент из Бове. В 1796 году монастырь был закрыт, а в 1836 снесена его церковь, но реликварии с мощами Мари д’Уаньи и Жака де Витри удалось сохранить монахиням конгрегации Пресвятой Девы Марии из Намюра, ещё в 1818 году перенёсших их в соборную церковь Нотр-дам-де-Намюр.
В 2015 году, в рамках проекта CROMIOSS, Археологическим обществом Намюра (SAN) вместе с несколькими бельгийскими университетами и исследовательскими институтами, проведено было комплексное историко-археологическое исследование захоронения де Витри. Антропологический, генетический и изотопный анализ найденных в нём останков показали высокую вероятность принадлежности их историческому кардиналу. Тщательно изучена была и его хорошо сохранившаяся уникальная митра из пергамента. Судебно-медицинская экспертиза черепа прелата позволила в 2018 году создать визуальную реконструкцию его внешнего облика, и в 2019 году его останки были повторно захоронены в Уаньи.

## Сочинения

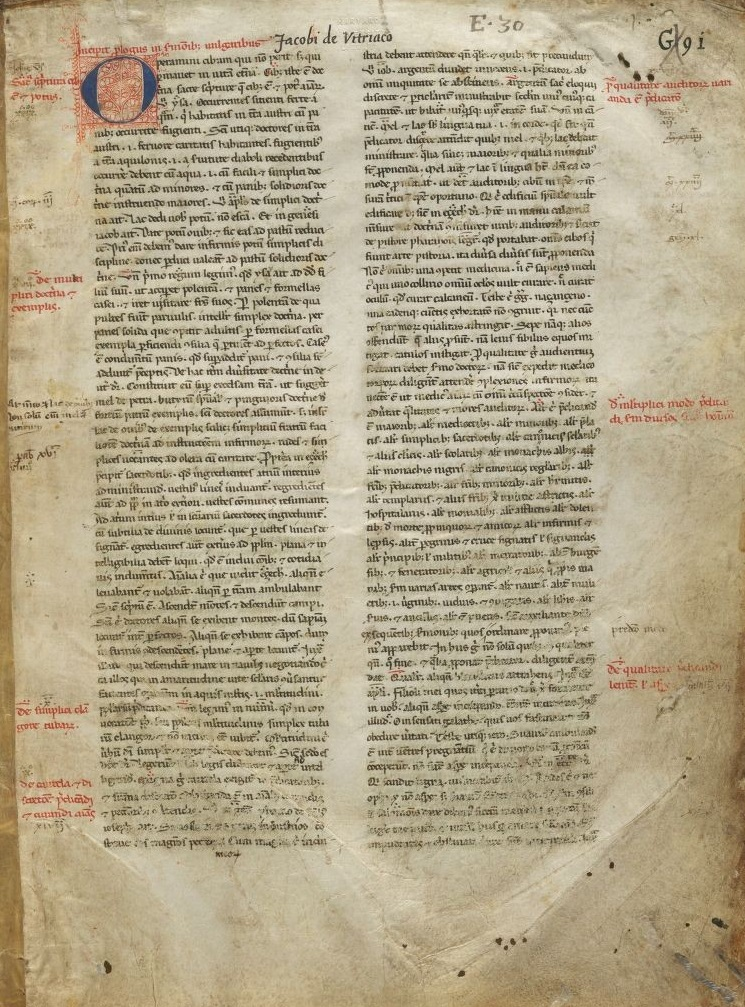
Лист рукописи «Sermones vulgares» XIII века. Библиотека Хоутона Гарвардского университета

- «Краткая история Иерусалимская» (лат. Historia Hierosolymitana abbreviata), написанная в 1219—1221 годах[5] и состоящая из двух частей:
  - «Восточной истории» (лат. Histoire orientale), описывающей крестовые походы и состояние дел в Палестине.
  - «Западной истории» (лат. Histoire occidentale), описывающей состояние церкви и общества в Европе[10].
- «Письма из Святой земли», в которых он описывает положение дел в Святой земле и остро критикует местных христиан, ставящих свои личные интересы выше своей миссии.
- Сборники проповедей, в том числе «Воскресные проповеди на каждый день» (лат. Sermones dominicales de tempore), «Проповеди по дням святых» (лат. Sermones de sanctis), «Проповеди публичные» (лат. Sermones communes) и «Проповеди для народа» (лат. Sermones vulgares)[11].
- Жизнеописания святых, в том числе агиографический сборник «Книга о женщинах Льежа» (лат. Liber de mulieribus Leodiensibus, 1213—1216), включающая биографию Мари из Уаньи[7].

### «Восточная история»
Наибольшее значение для историков имеет «Восточная история» де Витри, состоящая из трёх книг, первая из которых которой содержит подробный странноведческий и этнографический обзор Палестины, а также излагает историю Аравии со времён Мухаммеда, с живописными деталями относительно повседневной жизни и обычаев потомков европейских поселенцев-пуленов, туркоманов, бедуинов, сельджуков, ассасинов и пр. Невзирая на 15 лет, проведённых на Востоке, автор опирается не столько на собственные наблюдения, сколько на книжные сведения, в первую очередь «Образ мира» (лат. Imago mundi) Гонория Августодунского (1123) и «Историю деяний в заморских землях» своего предшественника Гийома Тирского (1184). Безо всякого намёка на религиозное воодушевление, он преподносит собранный им обширный материал скорее с точки зрения политика и географа, нежели историка и хрониста. Его не столько занимают деяния крестоносцев и их предводителей, сколько статистические данные, характеризующие природные условия и хозяйственную жизнь Иерусалимского королевства. Наряду с достоверными сведениями о животном, растительном мире и сельском хозяйстве региона, в том числе экзотических культурах вроде финиковой пальмы и сахарного тростника, у него встречаются фантастические подробности вроде рассказа об амазонках и пр. Описание Витри магнитного компаса является одним из первых в европейской литературе. Книга вторая, посвящённая истории Иерусалимского королевства, завершается описанием монашеских орденов и палестинской церковной иерархии. Книга третья, содержащая историю осады Дамиетты, возможно, написана не самим де Витри, а Оливером Схоластиком, епископом Падерборнским.
По своей жанровой принадлежности «Восточная история» де Витри не является в чистом виде хроникой, а соединяет в себе черты записок паломника, средневековой энциклопедии, популярного бестиария и «книги чудес». В то же время, благочестивый автор не избегает в ней откровенных замечаний и личных оценок в адрес как потомков европейских крестоносцев Аккры, давно утративших воинский дух, «воспитанных в роскоши, изнеженных и женоподобных, привыкших больше к баням, чем к битвам», так и «некоторых легкомысленных особ», которые, «побуждаемые суетным духом и непостоянством, отправляются в паломническое путешествие не из благочестия, а исключительно из любопытства и желания узнать что-то новое».
Известно не менее шести рукописей «Истории Иерусалимской», датируемых XIII—XIV веками и хранящихся в Национальной библиотеке Франции и библиотеке Мазарини в Париже, а также Британской библиотеке в Лондоне, библиотеке Паркера колледжа Корпус-Кристи Кембриджского университета и Ватиканской апостольской библиотеке. Впервые она была напечатана в 1596 году в Дуэ Франциском Мосхом и в следующем году там же им переиздана, а в 1611 году её опубликовал в Ханау (Гессен) французский историк-гугенот Жак Бонгарс, в сборнике хроник «Деяния Бога, совершённые через французов» (лат. Gesta Dei per Francos).
Комментированный французский перевод хроники подготовлен был в 1825 году Франсуа Гизо для 23 тома «Собрания записок, относящихся к истории Франции» (фр. Collection des Mémoires relatifs à l'histoire de France). В 1972 году она была опубликована издательством Фрибурского университета (Швейцария) под редакцией Джона Фредерика Хиннебуша; новейшее критическое издание её в оригинале и французском переводе выпущено в 2008 году в Тюрнхауте Жаном Доннадье.

### Проповеди
Ценным источником по социальной истории Средневековья и средневековой ментальности являются сборники проповедей Жака де Витри, сохранившиеся, как минимум, в трёх манускриптах XIII столетия из собраний Национальной библиотеки Франции, библиотеки Хоутона Гарвардского университета и муниципальной библиотеки Камбре. Помимо массы цитат из церковных сочинений предшественников и красочных морально-дидактических примеров в жанре «Exempla», он излагает в них оригинальные взгляды на устройство современного ему общества, погрязшего, по его мнению, в грехах и достойного всяческого порицания. По его утверждению, дьявол породил от своей жены девять дочерей-распутниц, коварно выдав последних замуж за разные классы людей: за прелатов и клириков — симонию, за монахов — лицемерие, за рыцарей — грабёж, за буржуа — ростовщичество, за торговцев — мошенничество, за мужиков — святотатство, за слуг — нерадивость, а за женщин — любовь к нарядам. Девятая же дочь нечистого, похоть, выходить ни за кого не пожелала вовсе, дав начало «древнейшей профессии».
В соответствии с подобными представлениями, Витри в своих «Sermones vulgares» заявляет, что проповедник должен по-разному обращаться к различным категориям не только духовенства: иерархам, священникам, каноникам, монахам и монахиням разных орденов, но и мирян: беднякам, убогим, прокажённым, незамужним девицам, вдовам, зрелым мужам, юношам, паломникам, крестоносцам, рыцарству, знати, купцам, горожанам и даже морякам. И лишь истинная церковь способна объединить этот многоликий мир (лат. multipharie) в «единое тело» под властью Христа.
Развивая идею «крестовой индульгенции», заявленную ещё в 1181 году папой Александром III в булле Cor nostrum, Витри называет погибших в Святой земле крестоносцев «истинными мучениками, освобождёнными от простительных и смертных грехов и от наложенного покаяния, избавленными от кар за грех в этом мире, от наказаний чистилища в том мире, защищенными от мук геенны, увенчанными славой и честью в вечном блаженстве». «Никоим образом не сомневайтесь в том, — заявляет он, — что это паломничество не только даст вам отпущение грехов и награду вечной жизни, но оно для ваших жен, сыновей, родственников, живущих или мертвых, существеннее, чем все то хорошее, что бы вы ни сделали для них в этой жизни. Это полная индульгенция, которую высший понтифик, в соответствии с властью ключей, дарованных ему Господом, предоставляет им».

### Послания
Основными адресатами писем де Витри выступают высшие иерархи, прежде всего папа Григорий IX. Помимо вопросов церковной политики и религии, он касается в них и различных социально-бытовых аспектов, также представляющих немалый интерес для исследователей крестовых походов. В частности, им приводятся условия аренды кают на генуэзском судне, с указанием стоимости услуг, бытовые условия перевозившихся на нём паломников, а также подробности морского путешествия, включая описание сильной бури и столкновения в открытом море с другим кораблём, по счастью, не имевших катастрофических последствий для епископа и его изрядно напуганных спутников.

### Агиография
Из написанных им агиографических произведений, включённых в «Книгу о женщинах Льежа» (лат. Liber de mulieribus Leodiensibus), выделяется «Жизнеописание блаженной Мари из Уаньи» (лат. Vita Beatae Mariae Oigniacensis), написанное спустя три года после смерти святой (1213) и представляющее собой не столько традиционное житие, сколько основанную на личных воспоминаниях «духовную историю». Трогательному рассказу о нелёгком жизненном пути близкой ему бегинки предшествует пролог, содержащий предысторию льежского мистицизма. В 1230 году фламандский церковный писатель и энциклопедист Томас ван Кантимпре написал «Дополнение к Житию Мари из Уаньи» (лат. Supplementum ad vitam Mariae Oigniacensis), в котором рассказал об истинной роли святой в жизни покойного кардинала, ставшего не только её духовником, но и учеником.

## Издания
- Jacobi de Vitriaco Libri duo quorum prior Orientalis sive Hierosolymitanes, alter Occidentalis historiae nominee inscribitur. Omnia nun primùm studio et opera D. Francisci Moschi Niuigellatis. — Douai: Ex Officina Typographica Balthazaris Belleri, 1597.
- Cesta Deis per Francos sive orientalium expeditionum regni Francorum Hierosolymitani historia a variis sed illius aevi scriptoribus litteris commendata. Ed. Jacques Bongars. — T. I—II. — Hanoviae: Typis Wechelianis, apud heredes J. Aubrii, 1611.
- Histoire des Croisades par Jacques de Vitri // Collection des Mémoires relatifs à l'histoire de France, publiés et traduite par François Guizot. — Tome 23. — Paris: Brière, 1825. — xii, 406 p.
- The exempla or illustrative stories from the Sermones Vulgares of Jacques de Vitry. Edited by T. F. Crane. — London: D. Nutt, 1890. — cxvi, 303 p. — (Publications of the Folklore Society, 26).
- Die Exempla aus den Sermones feriales et communes des Jakob von Vitry. Herausgegeben von Joseph Greven. — Heidelberg: C. Winter, 1914. — xviii, 68 p. — (Sammlung mittellateinischer Texte, 9).
- Lettres de Jacques de Vitry, 1160/1170—1240, éd. critique par R. B. C. Huygens. — Leiden: Brill, 1960. — 166 p.
- The Historia occidentalis of Jacques de Vitry. A Critical Edition by John Frederick Hinnebusch. — Fribourg: University Press, 1972. — xxii, 314 p. — (Spicilegium Friburgense, 17).
- Jacques de Vitry. Histoire orientale (Historia orientalis). Introduction, édition critique et traduction par Jean Donnadieu. — Turnhout: Brepols, 2008. — 547 p. — (Sous la règle de Saint Augustin, 12).
- Jacques de Vitry. Histoire de l'Orient et des croisades pour Jérusalem. — Clermont-Ferrand: Paléo, 2013. — 328 p. — (L'Encyclopedia Médiévale). — ISBN 978-2849091418.